# 櫻蛤總科
櫻蛤總科（學名：Tellinoidea）是海洋雙殼綱軟體動物中的一類，舊屬簾蛤目，2016年改屬鳥蛤目。

## 分類
櫻蛤總科在2010年Bieler, Carter & Coan 提出的生物分類修訂建議，現時櫻蛤總科之下包括有11個科，當中有6個科有現存物種，分別如下：
- 斧蛤科（Donacidae Fleming, 1828）
- Icanotiidae Casey, 1961 †
- 紫云蛤科（Psammobiidae Fleming, 1828）
- Quenstedtiidae Cox, 1929 †
- 双带蛤科（Semelidae Stoliczka, 1870 (1825)）[3]：又名唱片蛤科[4]。
- 截蛏科（Solecurtidae d'Orbigny, 1846）
- Sowerbyidae Cox, 1929 †
- Tancrediidae Meek, 1864 †
- 樱蛤科（Tellinidae Blainville, 1814）
- Unicardiopsidae Chavan, 1969 †

包括有竹蛏科（Solenidae）及毛蛏科（Pharidae）的竹蟶總科（Solenoidea）、刀蛏科（Cultellidae）及绿螂科（Glauconomitidae）分類未明。

## 外部連結
- 維基物種上的相關：櫻蛤總科